# Mihalovich Ödön
Mihalovich Ödön (Feričance, 1842. szeptember 13. – Budapest, 1929. április 22.) zeneszerző, zenepedagógus, a Országos Magyar Királyi Zene- és Színművészeti Akadémia (ma: Színház- és Filmművészeti Egyetem), majd a Zeneakadémia igazgatója.

## Életútja
Régi horvát-magyar nemes család szülötte. Már gimnazista és egyetemista korában is feltűnt zongorajátékával és zeneírói tehetségével. 1862-től Mosonyi Mihály tanítványa volt, majd 1865-ben Lipcsébe ment, ahol Hauptmann vezetése mellett végezte el tanulmányait. 1866 és 1869 között három évet töltött Hans Guido von Bülow mellett, mint zongorista-növendék, de akihez mély barátság is fűzte. Szintén barátság alakult ki a fiatal Mihalovich és az idős Peter Cornelius között, aki tanítványát az ellenpont és a zeneszerzés gyakorlati kérdéseibe avatta be. Mihalovich 69-ben beutazta Olaszországot, később pedig Budapesten telepedett le Liszt határozott tanácsa ellenére. Első zenekari hangversenyét 1870-ben tartotta. Baráti kapcsolatban állt Wagnerrel és Liszttel, zeneszerzeményeiben az ő irányzatukat is követte. Liszt Ferenccel több ízben játszott négykézest két zongorán, nyilvános hangversenyeken. Az 1880-as években Festetics Leó gróf halála után, 1881-től a Színitanoda, majd 1887-től az Országos Magyar Királyi Zeneakadémia igazgatójává nevezték ki. Irányítása alatt a Zeneakadémia Európa-szerte ismert intézménnyé vált. Az igazgatói tisztséget, nyugdíjazásáig, 1919-ig töltötte be. 1896. június 6-án megkapta a III. osztályú vaskoronarendet, 1898. június 1-jén pedig a miniszteri tanácsosi címet. Sírja a kerepesi temetőben található (34-9-23).

## Főbb művei

### Szimfóniák
- 1. (d-moll) szimfónia (1879)
- 2. (h-moll) szimfónia (1892)
- 3. "Patetikus" szimfónia (a-moll) (1900)
- 4. (c-moll) szimfónia (1902)

### Szimfonikus költemények (balladák)
- A rémhajó (1871)
- A sellő (1874)
- Hero és Leander (1875)
- Gyászhangok, Deák Ferenc emlékének ajánlva (1876)
- Ronde du Sabbat (1879)
- Faust fantázia (1880)
- Pán halála (1898)

### Operák
- Hagbarth és Signe (1867-1881), A. Oehlenschläger drámája nyomán
- Wieland der Schmied (1874-1876), R. Wagner szövegkönyve nyomán
- Eliána (1884-1887), A. Tennyson Királyidillek nyomán írt "lírai költemény"
- Toldi (1889-91), Arany szövege alapján a szövegkönyvet Csíky Gergely írta
- Toldi szerelme (1893-94), a Toldi új 2. fináléval és 3. felvonással Ábrányi Emil új szövegkönyvére
- König Fjalar (1876-85, Cosima Wagner tanácsára a szerző megsemmisítette)
- A tihanyi visszhang (?, 2 jelent készült el)
- Faust (?, 2 jelenet készült el)